# Five Feet High and Rising
Five Feet High and Rising je kompilacijski album Johnnyja Casha, objavljen 1974. u izdanju Columbia Recordsa. Album je sastavljen od pjesama iz šezdesetih pa sve do albuma Junkie and the Juicehead Minus Me. Zauzeo je 33. mjesto na Billboardovoj ljestvici albuma.
Trio De La Soul referirao se na naslovnu pjesmu svojom "Three Feet High and Rising" iz 1989. s njihova debitantskog albuma.

## Popis pjesama
1. "In Them Old Cottonfields Back Home (Leadbelly)
2. "I'm So Lonesome I Could Cry" (Hank Williams)
3. "Frankie's Man Johnny" (Cash)
4. "In the Jailhouse Now" (Rodgers)
5. "My Shoes Keep Walking Back to You" (Ross i Wills)
6. "Don't Take Your Guns to Town" (Cash)
7. "Great Speckled Bird" (Carter i Smith)
8. "Five Feet High and Rising" (Cash)
9. "I Forgot More Than You'll Ever Know" (Null)

## Ljestvice
Album - Billboard (Sjeverna Amerika)
| Godina | Ljestvica      | Pozicija |
| ------ | -------------- | -------- |
| 1974.  | Country albumi | 33       |

## Vanjske poveznice
- Podaci o albumu i tekstovi pjesama